# کالواندر (کارولینای شمالی)
کالواندر (به انگلیسی: Calvander) یک منطقهٔ مسکونی در ایالات متحده آمریکا است که در شهرستان اورنج، کارولینای شمالی واقع شده‌است. کالواندر ۱۶۷٫۰۳ متر بالاتر از سطح دریا واقع شده‌است.